# Sztuka Internetu
Sztuka Internetu – sztuka, której głównym medium, a najczęściej również tematem jest Internet. Istnieje tu podobieństwo do sztuki wideo używającej przekazu wizualnego jako nośnika i jako tematu, lecz z większym jeszcze naciskiem na temat niż na ów nośnik. Cytując definicję stworzoną przez Steve’a Dietza, byłego kustosza działu nowych mediów w Centrum Sztuki Walkera w Minneapolis: internetowe projekty artystyczne to „projekty artystyczne, dla których sieć jest zarówno wystarczającym, jak i koniecznym warunkiem do zaistnienia”.
Sztuka internetu tworzona może być także poza czysto techniczną strukturą Internetu, gdy artyści używają pewnych
społecznych i kulturowych tradycji wywodzących się z internetu w projektach tworzonych poza nim. Sztuka internetowa jest często, ale nie zawsze, interaktywna, pozwalająca na współuczestnictwo i bazująca na multimediach w najszerszym tego słowa znaczeniu.
Sztuka internetu może przyjąć konkretną formę w postaci artystycznych stron www, sztuki w e-mail, artystycznego oprogramowania internetowego, bazujących na internecie lub połączonych w sieć instalacjach, online wideo, pracach radiowych lub audio, sieciowych występach i instalacjach lub występach offline.
Sztuka internetu jako „ruch” jest częścią sztuki mediów i sztuki elektronicznej. Kilkoma podgatunkami sztuki internetu są form art, net radio, browser art, sztuka web, sztuka spamu, ascii art i poezja kodu, a także (częściowo) software art. Inny możliwy podział to:
- eksperymenty z nielinearną narracją hipertekstu
- netaktywizm – wykorzystywanie interaktywności sieci w kontaktach z odbiorcą. (powiązane z ideą obywatelskiego nieposłuszeństwa)
- performance transmitowany za pomocą kamery internetowej[1].

## Problemy terminologiczne
Nie istnieje jeszcze ustalona terminologia w zakresie sztuki internetu. W literaturze określenia Sztuka internetu, sztuka bazująca na internecie, net art, net.art, sztuka Sieci i Web art używane są zamiennie i żadna z tych nazw nie stała się dominująca do tej pory. Ewa Wójtowicz przytacza jeszcze takie propozycje jak: net-specific art i art for networks. Niektórzy postulują użycie terminu net.art w odniesieniu do określonej grupy artystów działających w internecie od 1994–1999; zazwyczaj wymienia się tu artystów takich jak Vuk Ćosić, Jodi.org (Joan Heemskerk i Dirk Paesmans), Alexei Shulgin, Olia Lialina, Mark Napier i Heath Bunting. Może to jednak być mylące, gdyż w tym samym czasie pracowali:: Superbad (Ben Benjamin), Snarg, Zuper (Michael Samyn), i I/O/D (Collective) (Matthew Fuller, Colin Green, Simon Pope), 0100101110101101.org (Eva i Franco Mattes) by wymienić tylko kilku. Czasem wszystkich wyżej wymienionych zalicza się w poczet przedstawicieli net.artu.
Pochodzenie terminu net.art związane jest z pewną nieudokumentowaną opowieścią. Wedle niej Vuk Ćosić otrzymał w grudniu 1995 e-mail-anonim, którego jedynym czytelnym fragmentem były słowa „Net.Art”. Po odszyfrowaniu treści maila miało się okazać, że słowa te należały do dwóch różnych zdań, a kropka je oddzielająca wynikała po prostu z reguł interpunkcji. Nie jest jednak pewne, czy nie jest to mistyfikacja, a jedyna kopia owego e-maila miała zostać utracona podczas awarii twardego dysku. Termin przywołujący swą strukturą skojarzenia z nazwą pliku, bądź witryną internetową przyjął się jednak niezależnie od prawdziwości swojej historii.

## Historia i kontekst
Sztuka internetu ma swoje źródła w wielu różnych tradycjach i ruchach artystycznych. Niektóre internetowe projekty sztuki są szczególnie związane z takimi gatunkami jak sztuka konceptualna, Fluxus, pop art i performance. W latach 80. XX w. możliwości stwarzane przez internet zdawały się ziszczać marzenia o oderwaniu sztuki od jej nieustannie krytykowanego instytucjonalnego zaplecza, co wskazuje na pokrewieństwo net artu m.in. z konceptualizmem, Fluxusem, a zwłaszcza mail artem.
Podstawowe zdobycze, jakie net art zawdzięcza konceptualizmowi, to dematerializacja dzieła sztuki- zwrócenie uwagi na rolę języka zamiast na materialny wytwór, zatarcie granic pomiędzy sztuką a nie-sztuką (net art wprowadził nową kategorię nie-tylko-sztuki, np. projekt Web Stalker grupy I/O/D), oraz zwrócenie uwagi na rozmaite gry z semantyką dzieła.
Sztuka internetu jest także historycznie powiązana z interdyscyplinarnym polem sztuki bazującej na technologii i sztuki elektronicznej, która rozwija się od 1970 roku w instytutach badawczych i wyspecjalizowanych centrach sztuki w całej Europie, Japonii i Stanach Zjednoczonych – poza zwykłym „nie-technologicznym” obwodem muzeów i galerii. Przykładami są Ars Electronica Festival w Linz, File festival w São Paulo, wczesne eksperymenty z radiem internetowym na ORF
Kunstradio i znajdujące się w Paryżu IRCAM centrum badawcze muzyki elektronicznej.
Sztuka internetu zwróciła na siebie największą uwagę i przeżywała swój rozkwit od 1996 do 1998 roku; uwaga publiczna i aprobata dla sztuki internetowej w tym czasie była w znaczącym stopniu związana z dot-com manią. Jednakże sztuka w sieciach komputerowych ma znacznie dłuższą historię, którą można datować na wczesne lata osiemdziesiąte. Obecnie istnieje silna tendencja do patrzenia na dzieła sztuki związane z Internetem w szerszym kontekście sztuki technologicznej.
W pierwszym etapie trzon sztuki internetu stanowiło interaktywne funkcjonowanie w sieci, czyli po prostu zaanektowanie internetu jako pola/techniki twórczości artystycznej. Internet był postrzegany jako globalne pole nawiązywania kontaktów i łagodzenia różnic pozostałych po dopiero co zerwanej żelaznej kutynie. Pierwsze artystyczne działania w internecie wyróżnia się około roku 1993, przy czym były to zarówno działania artystów tworzących wcześniej za pomocą innych mediów, jak i debiuty młodego pokolenia. Pod koniec lat 90. przychodzi akceptacja net artu ze strony oficjalnych instytucji sztuki. Po roku 2000 projekty zaczynają być wystawiane na stronach internetowych muzeów (poczynając od pierwszej w londyńskiej Tate Gallery) W tym samym mniej więcej czasie demokratyczne i wolnościowe idee wiązane z internetem zaczynają się wyczerpywać, zmienia się też sam net art, przestaje być „sztuką dla sztuki”, ujawnia swój krytyczny i interwencyjny potencjał. Próby cenzurowania treści krytycznych w internecie przez korporacje, dokonywane za pomocą procesów sądowych doprowadzają w końcu do wybuchu różnych „infowojen”. Okazało się bowiem, że działania podejmowane w internecie mogą mieć realne konsekwencje, najlepszym przykładem może być tutaj przypadek znany jako Toywar. Próby cenzurowania serwisu internetowego Etoy przez firmę o łudząco podobnej nazwie (powstałej jednak w kilka lat po Etoy), przez pewien czas zresztą skuteczne, doprowadziły w końcu do tyleż zmasowanych, co rozproszonych akcji internautów, balansujących często na granicy legalności, i w końcu do spadku wartości akcji firmy o ponad 40%.

## Literatura
- Piotr Stasiowski, Utopia technoromantyczna, w: Format Pismo Artystyczne, nr 52, 1-2/2007, ISSN 0867-2555.
- Ewa Wójtowicz, Net art po 2000. Nowe konteksty, w: Nowoczesność po ponowoczesności, red. Grzegorz Dziamski i Ewa Rewers, Poznań, 2007, ISBN 83-232-1729-7.
- Ewa Wójtowicz, Net art, Kraków, 2008, ISBN 978-83-60236-21-5.
- Juan Martín Prada, Prácticas artísticas e Internet en la época de las redes sociales, AKAL, Madrid, 2012, ISBN 978-84-460-3517-6.